# Psammitis ninnii
Psammitis ninnii – gatunek pająka z rodziny ukośnikowatych. Zamieszkuje palearktyczną Eurazję od Półwyspu Iberyjskiego po południową Syberię i Azję Środkową.

## Taksonomia
Gatunek ten opisany został w 1872 przez Tamerlana Thorella pod nazwą Xysticus ninnii. W 2019 Rainer Breitling przeniósł go do rodzaju Psammitis.

## Morfologia
Samce osiągają od 4,2 do 5,2 mm, a samice od 5,5 do 7,5 mm długości ciała. Ubarwienie karapaksu jest brązowe do ciemnobrązowego z jaskrawą, szeroką, powcinaną przepaską środkową i czarniawym nakrapianiem boków. Podługowate szczękoczułki mają kolor brązowy lub jasnobrązowy z beżowym wzorem i wyposażone są w małe kolce na przedzie i jeden kolec dłuższy. Sternum samca jest brązowe, piaskowobrązowe lub beżowe, zaś samicy białe lub kremowe z częściowo ciemniejszymi brzegami. Odnóża kroczne u samca są jednobarwne, po stronie grzbietowej tylko nieco ciemniejsze, natomiast u samicy mają wyraźne pasy podłużne o białym ubarwieniu. Opistosoma (odwłok) ma wierzch ciemnobrązowy lub czarnobrązowy z białym lub kremowym, szerokim obrzeżeniem oraz kremowym, beżowym lub brązowym znakiem w obrysie przypominającym liść dębu.
Nogogłaszczki samca mają goleń z apofizą lateralną (boczną) o prawie równoległych bokach. Buławka płciowa zaopatrzona jest w płaskie tegulum z małą, tępą listewką. Aparat kopulacyjny odznacza się ponadto chropowatym embolusem rozszerzonym w formę lancetowatego listka. Samica ma jaskrawą, szeroko-owalną płytkę płciową z jedną lub dwiema zmarszczkami i położonymi bocznie otworami kopulacyjnymi o szczelinowatym kształcie. Wulwa z zaopatrzona jest w parę woreczkowatych, zwartych struktur.

## Ekologia i występowanie
Pająk palearktyczny, znany z Portugalii, Hiszpanii, Francji, Belgii, Holandii, Niemiec, Szwajcarii, Austrii, Włoch, Polski, Czech, Słowacji, Węgier, Ukrainy, Słowenii, Chorwacji, Rumunii, Bułgarii, Serbii, Czarnogóry, Macedonii, Grecji, Rosji (z południową Syberią włącznie), Turcji, Gruzji, Azerbejdżanu i Azji Środkowej. Zasięg pionowy dochodzi do 1800 m n.p.m. Zasiedla suche łąki, lasostepy i wrzosowiska. Osobniki dojrzałe są aktywne od czerwca do sierpnia.